# Overstromingsmoeras
Een overstromingsmoeras is een moeras dat ontstaat doordat een waterloop een bepaald terrein periodiek overstroomt. Een dergelijk terrein heeft vaak een permanent moerassig karakter.
Tegenwoordig worden, in het kader van beekherstel, vaak overstromingsmoerassen aangelegd om de waterbergingscapaciteit van de beken te vergroten, waarbij dan tevens nieuwe natuurgebieden ontstaan. Ook kunnen overstromingsvlakten, zoals rietlanden, ertoe bijdragen dat een teveel aan voedingsstoffen uit het aangevoerde water wordt verwijderd.